# Hafellia microspora
Hafellia microspora är en lavart som beskrevs av Pusswald. Hafellia microspora ingår i släktet Hafellia och familjen Physciaceae.   Inga underarter finns listade i Catalogue of Life.